# Xantokromi
För det genetiska pigmentfelet som gulfärgar djur, se xantokromism
Xantokromi, av grekiskans xanthos (ξανθός), som betyder "gul" och chroma (χρώμα), som betyder "färg", är ett hälsotillstånd då ryggmärgsvätskan färgas gul till följ av att röda blodkroppar bryts ner i ryggmärgsvätskan. Den vanligaste orsaken till detta är subaraknoidalblödning.

## Fysiologi
Vid en subaraknoidalblödning hamnar röda blodkroppar i ryggmärgsvätskan. De röda blodkropparna innehåller så kallat oxyhemoglobin, hemoglobin med bundet syre. Oxyhemoglobinet bryts sedan ner till bilirubin, som ger ryggmärgsvätskan en gul färg.

## Diagnostik
Närvaron av xantokromi kan användas för att bekräfta diagnosen subaraknoidalblödning. Ryggmärgsvätska tappas genom lumbalpunktion (ryggvätskeprov). Med hjälp av spektrofotometri analyseras närvaron av oxyhemoglobin och bilirubin. Närvaron av bägge indikerar att en subaraknoidalblödning har skett. Närvaron av endast oxyhemoglobin indikerar istället stickblödning (att det skedde en blödning då lumbalpunktionen utfördes), eller att lumbalpunktionen utfördes för snabbt efter subaraknoidalblödningen och att oxyhemoglobinet inte hunnit brytas ner till bilirubin. Rekommendationer för hur nära inpå en misstänkt subaraknoidalblödning lumbalpunktion bör utföras varierar mellan 6 och 12 timmar, för att ge oxyhemoglobin tid nog att brytas ner till bilirubin.